# Sunderland Association Football Club
Il Sunderland Association Football Club, noto semplicemente come Sunderland, è un club calcistico inglese con sede nell'omonima città del North East. Milita in Premier League, la massima divisione del campionato inglese di calcio.
Il club può vantare un palmarès che conta la vittoria di sei campionati di First Division (1891-1892, 1892-1893, 1894-1895, 1901-1902, 1912-1913 e 1935-1936), due FA Cup (1936-1937 e 1972-1973) ed un Charity Shield (1936).

## Storia
Il Sunderland fu fondato il 25 settembre 1880 dall'insegnante scozzese James Allan, sotto il nome di "Sunderland & District Teachers Association" (Associazione degli insegnanti di Sunderland e distretto), nell'anno successivo si mutò il nome in quello attuale e furono ammessi anche i non insegnanti. Diventò squadra professionistica nel 1885, quando la maglia della squadra era blu: soltanto qualche anno dopo si arrivò a quella biancorossa a strisce verticali.
Nel 1887 si ebbe una scissione nel club per mano dei giocatori locali, che si vedevano spodestati dai giocatori professionisti arrivati in seno alla squadra: nacque così, nuovamente sotto la spinta di James Allan, il Sunderland Albion Football Club. Nel 1890 la Football League offrì un posto per l'ammissione al campionato, cosicché si diede vita ad uno spareggio vinto dalla vecchia squadra, mentre la prima restò una squadra di dilettanti.

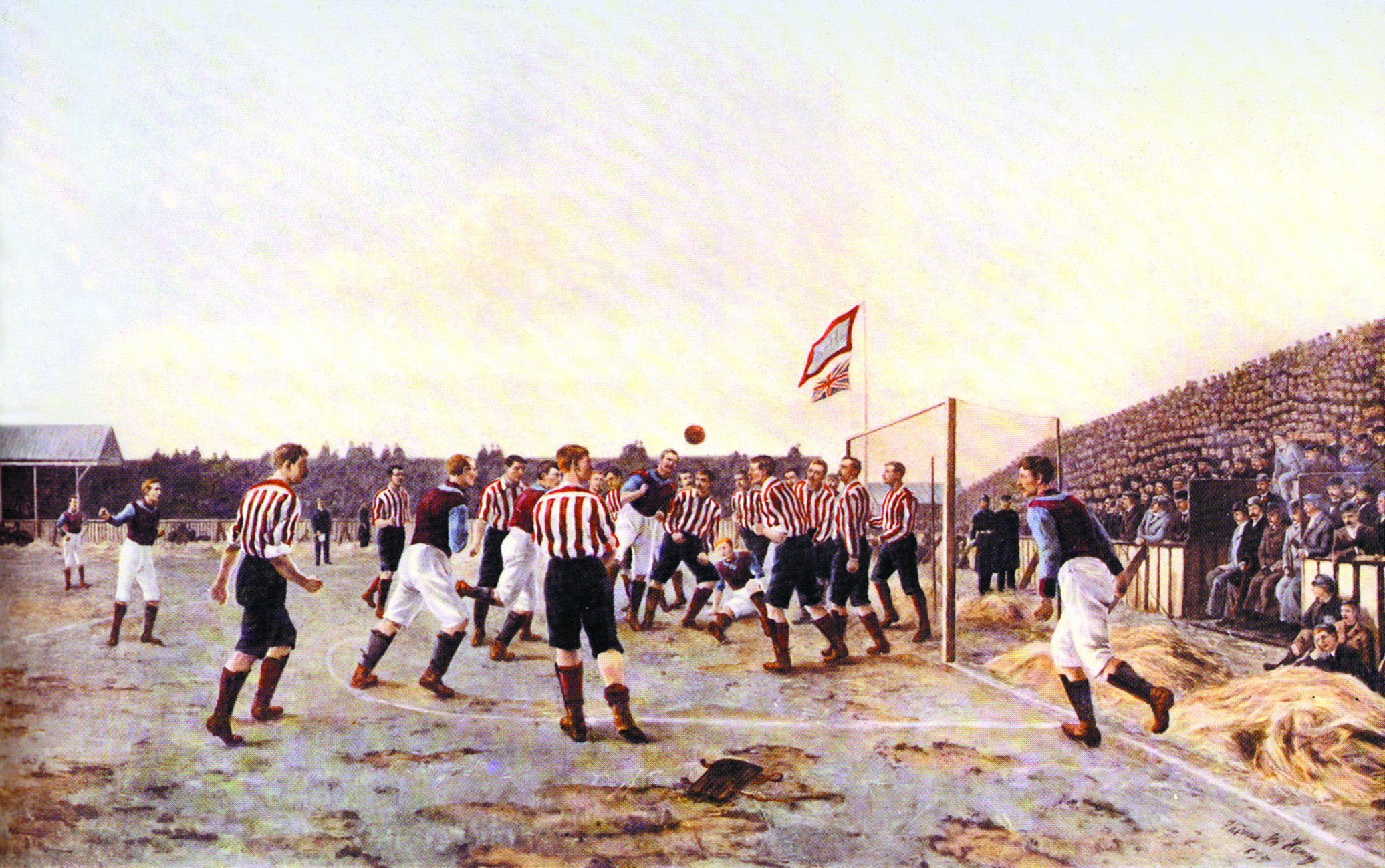
Il dipinto A corner kick di Thomas M. M. Hemy del 1895, raffigurante una partita fra Sunderland e, una delle più antiche rappresentazioni artistiche di una partita di calcio

Il Sunderland divenne così la tredicesima squadra ammessa alla Football League, a partire dal 1890-91. La squadra era la più settentrionale di tutta la massima divisione, tanto da dover affrontare notevoli spese di trasferta, che tuttavia non minarono i risultati del “the team of all the talents” (squadra di tutti talenti), come venne soprannominata in quegli anni. Fu infatti la prima squadra inglese a conquistare tre titoli nazionali, con le vittorie del 1892, 1893 e 1895, e in sei stagioni vennero sconfitti solo in una occasione in casa. Vinsero poi il quarto titolo nel 1902, dopo altri buoni piazzamenti.
Nel 1908 si registrò la maggior vittoria di campionato, con un 9-1 contro gli eterni rivali del Newcastle United: vittoria ancor più memorabile considerando il pareggio di 1-1 dopo il primo tempo. Nel 1913 conquistarono nuovamente il campionato e sfiorarono una delle prime doppiette campionato-coppa, venendo sconfitti per 1-0 dall'Aston Villa nella finale di FA Cup con la seconda presenza di spettatori di tutti i tempi (i presenti furono 121.919). Nel 1936, ha vinto l'ultimo campionato e l'anno successivo la prima in FA Cup, nonostante gli sforzi finanziari e i grandi giocatori che ne vestirono la maglia negli anni venti e trenta.

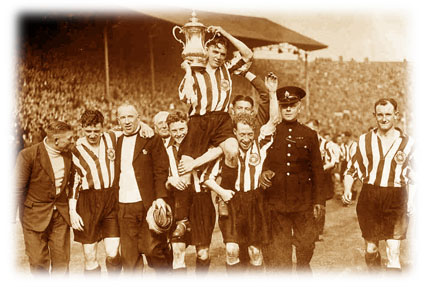
Il Sunderland vincitore della FA Cup nel 1937

Dopo la seconda guerra mondiale il Sunderland conobbe un periodo di declino, a partire dalla clamorosa sconfitta nella FA Cup del 1949 contro i dilettanti dello Yeovil Town. Nonostante gli enormi sforzi finanziari, tanto da essere soprannominati “Banca d'Inghilterra”, non raggiunsero risultati oltre il terzo posto del 1950. I massimi dirigenti della squadra furono inoltre sospesi a vita per il pagamento dei giocatori oltre il limite massimo imposto dalla Football League e alcuni giocatori famosi sospesi temporaneamente. Inoltre l'anno successivo, il 1958, la squadra retrocesse in seconda serie per la prima volta nella sua storia. Il record di 68 stagioni consecutive in massima divisione è stato battuto solo dall'Arsenal. Il locale giornale sportivo, il “Football Echo”, sempre stampato in fogli rosa, venne stampato in bianco dopo la retrocessione, “a causa dello shock”.
Il Sunderland tornò a giocare in prima divisione nel 1964, senza tuttavia mai andare oltre il 15º posto prima di essere nuovamente retrocesso nel 1970.
Nell'estate del 1967 il club disputò il campionato nordamericano organizzato dalla United Soccer Association: accadde infatti che tale campionato fu disputato da formazioni europee e sudamericane per conto delle franchigie ufficialmente iscritte al campionato, che per ragioni di tempo non avevano potuto allestire le proprie squadre. Il Sunderland rappresentò i Vancouver Royal Canadians, che conclusero la Western Division, con 3 vittorie, 5 pareggi e 4 sconfitte, al quinto posto finale. La finale vide i Washington Whips, rappresentati dall'Aberdeen, cedere ai Los Angeles Wolves, rappresentati dai Wolverhampton.
La permanenza nella Second Division durò per qualche anno, ma ciò non impedì una delle più belle imprese della storia del Sunderland, la vittoria in FA Cup del 1973. Il 5 maggio a Wembley venne sconfitto il Leeds United, una delle squadre più forti di tutta Europa del tempo. La vittoria per 1-0 non fu solo merito dell'uomo-partita Ian Porterfield, ma soprattutto delle parate di Jimmy Montgomery, una delle quali considerata fra le più belle di sempre in Inghilterra.
Nel 1976 arrivò una nuova promozione, seguita da un'immediata retrocessione: solo nella prima metà degli anni ottanta il Sunderland giocò con regolarità, pur senza fortuna, in First Division. Tuttavia, nella seconda metà del decennio, conobbe il periodo più nero della propria storia. Dopo la sconfitta nella League Cup del 1985, nella quale fu fallito anche un rigore, venne retrocesso in Second Division e quindi in Third Division nel 1987 dopo lo spareggio con il Gillingham. Seguirono la vittoria in terza serie dell'anno successivo e la promozione dopo gli spareggi del 1990, sebbene in finale fosse stato sconfitto dallo Swindon Town, autore tuttavia di irregolarità finanziarie.
Giocò perciò in massima serie nel 1991 e vi tornò solo nel 1997, magra consolazione fu la finale di FA Cup persa contro il Liverpool nel 1992.

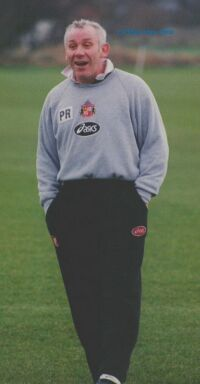
Peter Reid, allenatore del Sunderland dal 1995 al 2002

Nel 1996 fu lasciato il quasi centenario Roker Park per stabilirsi al nuovo impianto di 42.000 posti chiamato Stadium of Light, terzo stadio di Inghilterra con i suoi 49.000 posti. Il Sunderland fece ritorno in Premier League nel 1999-2000 dopo una stagione da record nel 1998-99 in First Division: stabilì infatti il record di punti in un campionato inglese della Football League con 105 punti. Dopo due stagioni in cui si sfiorò la qualificazione in Europa, con alcuni ottimi giocatori quali Kevin Phillips, il Sunderland sfiorò la retrocessione e nel 2003 finì all'ultimo posto con soli 19 punti e 21 reti.
Il ritorno in Premier League avvenne nel 2004-2005 con la vittoria del primo Football League Championship, nuova definizione della seconda divisione inglese.
Nella stagione 2005-2006, in Premier League, il Sunderland disputò un campionato disastroso, concludendo all'ultimo posto in classifica con soli 15 punti (secondo peggior risultato di sempre nella storia della Premier League) e retrocedendo in Championship con molte giornate di anticipo rispetto alla fine del torneo. La squadra, inizialmente allenata da Mick McCarthy, poi sostituito da Kevin Ball, stabilì anche una "serie" di 31 gare casalinghe consecutive senza vittorie, interrotta soltanto all'ultima giornata, grazie al successo per 2-1 contro un Fulham già salvo.
Il club fu quindi rilevato dal Drumaville Consortium, con a capo l'ex calciatore del Sunderland Niall Quinn, che volle come allenatore Roy Keane. Nella stagione 2006-2007, sotto la guida tecnica di Keane, al suo debutto nelle vesti di allenatore, il Sunderland vinse il campionato di seconda divisione, ritornando così in Premier League dopo un solo anno di assenza. Per i Black Cats, che vinsero il torneo il 6 maggio 2007 battendo per 5-0 il Luton Town a Kenilworth Road, fu il quarto trionfo in seconda divisione in dodici anni.
Nella prima partita stagionale dopo il ritorno in massima serie, nel 2007, i Black Cats vinsero per 1-0 contro il Tottenham allo Stadium of Light, grazie ad un gol di Michael Chopra al 90º minuto di gioco. La squadra chiuse il campionato 2007-2008 al 15º posto in Premier League, con 39 punti in classifica. Keane fu esonerato il 4 dicembre 2008 dopo un avvio negativo nella stagione 2008-2009. Il sostituto, Ricky Sbragia, condusse la squadra alla salvezza con il 16º posto finale.
La società fu poi rilevata dal magnate Ellis Short, che il 3 giugno 2009 nominò allenatore Steve Bruce. Il nuovo tecnico volle l'acquisto di Darren Bent, pagato 10 milioni di sterline, cifra record per il club, superata dall'esborso per Asamoah Gyan, pagato 13 milioni di sterline nell'estate seguente. Dopo il 13º posto del 2009-2010 la squadra iniziò la stagione seguente molto bene, ma dopo la partenza di Bent, ceduto all'Aston Villa nel gennaio 2011 per 24 milioni di sterline (cessione più costosa nella storia del club), ebbe un calo e terminò il torneo al 10º posto, che resta il miglior piazzamento dei Black Cats da quando è stata istituita la Premier League.
Short rimpiazzò Quinn nelle vesti di presidente nell'ottobre 2011, mentre quest'ultimo divenne direttore per lo sviluppo internazionale. Bruce fu esonerato il 30 novembre 2011 e sostituito da Martin O'Neill, che portò la squadra al 13º posto nel 2011-2012. Nel febbraio 2012 Quinn lasciò il club. O'Neill rimase in carica sino al 30 marzo 2013, quando fu rimpiazzato dall'italiano Paolo Di Canio. La nomina del nuovo tecnico causò le immediate dimissioni del vicepresidente David Miliband a causa delle "convinzioni politiche di Di Canio". Il tecnico romano portò il club alla salvezza con una giornata di anticipo. Nell'estate 2013 l'italiano Roberto De Fanti fu nominato direttore sportivo.
Dopo un brutto inizio di campionato 2013-2014, il 22 settembre 2013 Di Canio fu esonerato e sostituito con Gustavo Poyet, che portò il Sunderland in finale di League Cup, superando in semifinale il Manchester United. Il 2 marzo 2014 il Sunderland fu sconfitto in finale dal Manchester City (1-3), nonostante il vantaggio iniziale firmato dall'attaccante italiano Fabio Borini. La stagione di campionato si concluse al 14º posto. De Fanti era stato esonerato nel gennaio 2014 e sostituito nel ruolo di direttore sportivo da Lee Congerton.
Il 16 marzo 2015 Poyet fu sollevato dall'incarico e sostituito con l'olandese Dick Advocaat, che nel 2014-2015 salvò il club dalla retrocessione. Dopo le prime otto giornate del campionato 2015-2016, il 4 ottobre 2015 Advocaat si dimise. Gli subentrò Sam Allardyce. Congerton si dimise nel dicembre 2015 e il club decise di lasciare scoperto il ruolo di direttore sportivo. Dopo una battaglia con il Newcastle Utd, il Sunderland si salvò nel 2015-2016 grazie al 17º posto finale. Allardyce lasciò il club per allenare l'Inghilterra e fu rimpiazzato da David Moyes, sotto la cui guida la squadra, nel 2016-2017, retrocesse con tre giornate di anticipo in Championship. Il 21 aprile 2018, dopo una stagione trascorsa stabilmente nelle ultime posizioni e la sconfitta interna nello scontro diretto con il Burton Albion, arrivò la seconda retrocessione consecutiva per il Sunderland, che cadde in terza divisione per la seconda volta in 140 anni di storia, la prima da quando il torneo prese il nome di League One. La stagione 2018-2019 si chiuse con la sconfitta nella finale del Football League Trophy ai tiri di rigore contro il Portsmouth e con la finale dei play-off promozione contro il Charlton. Frattanto il presidente Stewart Donald, che aveva rilevato la società nel maggio 2018, sanò il passivo di 30 milioni di sterline che il club non era riuscito a colmare negli ultimi anni. Il talento Josh Maja, capace di segnare 15 gol nelle prime 24 partite di campionato (più della metà del totale della squadra), dopo numerose offerte ricevute dall'estero, si accasò al Bordeaux nel gennaio 2019 in cambio di un milione e mezzo di sterline. Lo sostituì Will Grigg, acquistato dal Wigan per circa 4 milioni di sterline: si trattò del trasferimento più caro della storia della League One. Il 26 dicembre 2018, in casa contro il Bradford City, il Sunderland stabilì il nuovo record di affluenza per una partita di League One, con 46 000 spettatori. La promozione in Championship sfumò anche nella stagione 2019-2020, nella quale i black cats chiusero il campionato di League One all'ottavo posto, fallendo la qualificazione ai play-off e mandando agli archivi la peggiore prestazione nella storia della società sino a quel momento, anche a causa della pandemia di COVID-19, che determinò l'interruzione definitiva del campionato nel marzo 2020. La stagione 2020-2021 partì male, sicché nel dicembre 2020 Stewart Donald diede le dimissioni ed esonerò l'allenatore Phil Parkinson per gli scarsi risultati ottenuti. Il 18 febbraio 2021 Kyril Louis-Dreyfus, a soli 23 anni, divenne presidente e azionista di maggioranza del club. Il sostituto di Parkinson, Lee David Johnson, condusse la squadra al quarto posto, con successiva eliminazione ai play-off, e alla vittoria del Football League Trophy (1-0 grazie al gol di Lynden Gooch contro il Tranmere Rovers). La stagione 2021-2022, sotto la guida di Lee Johnson, vede la squadra spingersi sino ai quarti di finale di Coppa di Lega, dove viene sconfitta nettamente dall'Arsenal; in campionato la situazione altalenante non favorisce l'allenatore, che viene esonerato il 29 gennaio 2022, dopo aver perso 6-0 in casa del Bolton. Ottiene la promozione in Championship, dopo 4 anni di assenza, vincendo 2-0 contro il Wycombe.
La prima stagione in Championship vede la squadra terminare il campionato al sesto posto, nella zona playoff. Tuttavia il Luton Town ha la meglio nelle semifinali, con la squadra di Londra che verrà poi promossa in Premier League. La stagione successiva 2023-2024 si rivela molto deludente e si chiude con un sedicesimo posto finale.
Il 22 giugno 2024 la proprietà decide di affidare l'incarico di allenatore al francese Régis Le Bris, proveniente dal Lorient. La stagione 2024-2025 inizia in maniera molto promettente e infatti, il 24 maggio 2025, culmina con la promozione in Premier League, grazie alla vittoria per 2-1 nella finale playoff giocata a Wembley contro lo Sheffield Utd. Il club ritorna così nella prima serie inglese dopo otto anni dall'ultima volta.

## Colori e simboli

### Colori
Nei primi anni dalla sua fondazione, il Sunderland utilizzò una divisa di gioco di colore blu, che mantenne fino al 1884, quando adottò una maglia a metà bianca e rossa. Nel 1887, la combinazione cromatica venne mantenuta ma si optò per una combinazione a strisce rosse e bianche, che da quel momento è diventata distintiva del club. I pantaloncini si sono mantenuti tradizionalmente di colore nero, sebbene in alcune annate ne siano stati utilizzati alcuni rossi.

### Stemma
Il primo stemma del club venne adottato nel 1913 ed era composto da uno scudo a strisce bianco-rosse con l'effigie di un gatto nero al centro, poggiat sopra un pallone da calcio. A sormontare lo stemma, una nave ed un elmo. In basso era posta la denominazione ufficiale della società. Nel 1972 lo stemma venne modificato e semplificato nelle sue linee essenziali, con la rimozione del gatto nero e dell'elmo; vennero mantenuti la nave, il pallone da calcio e lo sfondo a strisce rosse e bianche. Questo stemma venne usato per la prima volta sulla maglia da gara nel 1977, sostituendo le semplici iniziali nere "SAFC" che erano state usate dal 1973. La parte superiore e il bordo dello stemma erano colorati di blu fino al 1991, quando vennero cambiati in nero.
Con il trasferimento nel nuovo Stadium of Light nel 1997, il Sunderland adottò un nuovo stemma diviso in quattro quadranti: la parte in alto a destra e quella in basso a sinistra presentano i tradizionali colori rosso e bianco, ma la nave venne eliminata. La sezione in alto a sinistra raffigura il Penshaw Monument, mentre quella in basso a destra il Ponte di Wearmouth, entrambe vedute tradizionali della città. Una ruota di miniera in cima allo stemma commemora la storia mineraria della contea di Durham e il terreno su cui è stato costruito il nuovo stadio, in precedenza sede di una miniera di carbone. Lo stemma è accompagnato da due leoni, e da un nastro che mostra il motto latino del club: Consectatio Excellentiae ("Alla ricerca dell’eccellenza"). Nel 2025 una speciale versione dello stemma degli anni '70 è stata reintrodotta temporaneamente sulle maglie da gioco, per sensibilizzare il pubblico sugli effetti del riscaldamento globale.

## Strutture

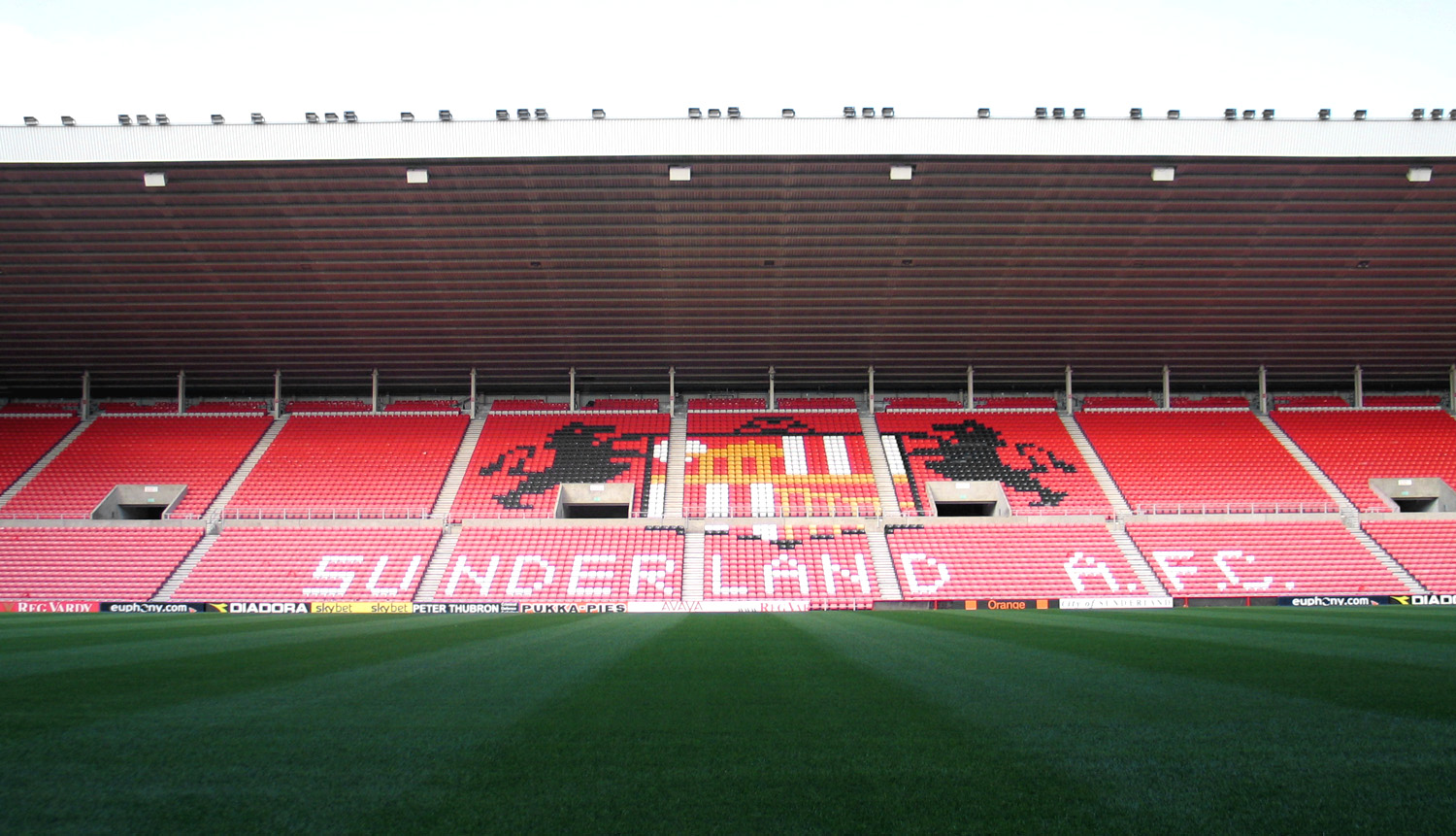
Stadium of Light

Il Sunderland giocò al Roker Park dal 1898 al 1997. Lo stadio iniziale era in legno, poi nel 1913 venne modernizzato e la capienza fu portata a 50 000 posti. Nel 1997 lo stadio venne chiuso e nel 1998 demolito. Al momento della demolizione contava 22 500 posti. nello stesso anno in cui venne chiuso il Roker Park, venne inaugurato lo Stadium of Light, che divenne la nuova casa del Sunderland. I lavori iniziarono nel 1996 per un costo complessivo di 23 milioni di sterline. L'impianto, dotato oggi di 48 707 posti a sedere, fu inaugurato il 30 luglio 1997 in occasione di un'amichevole contro l'Ajax, finita a reti inviolate. Il 26 dicembre 2018 fu registrato il record di affluenza allo Stadium of Light e nella storia della League One, con 46 039 spettatori presenti alla partita vinta dal Sunderland per 1-0 contro il Bradford City.

## Diffusione nella cultura di massa
Il Sunderland è stato al centro del docu-reality Sunderland 'Til I Die, prodotto da Fulwell 73 e distribuito da Netflix dal dicembre 2018. Il docu-reality segue gli eventi del Sunderland durante la stagione 2017-2018 di Football League Championship, che ha visto la squadra retrocedere in Football League One. A seguito del successo della prima stagione, nel 2020 è stata rilasciata una seconda stagione che documenta la stagione 2018-2019 in League One, terminata con una sconfitta nella finale play-off valida per un posto nella Championship 2019-2020. La serie è stata ampiamente lodata dalla critica.

## Palmarès

### Competizioni nazionali
- Campionato inglese: 6

1891-1892, 1892-1893, 1894-1895, 1901-1902, 1912-1913, 1935-1936
- Coppa d'Inghilterra: 2

1936-1937, 1972-1973
- Charity Shield: 1

1936
- Campionato inglese di seconda divisione: 5

1975-1976, 1995-1996, 1998-1999, 2004-2005, 2006-2007
- Third Division: 1

1987-1988
- English Football League Trophy: 1

2020-2021

### Competizioni giovanili
- FA Youth Cup: 2

1966-1967, 1968-1969

### Competizioni internazionali
- Football World Championship: 1

1895

## Statistiche e record

### Partecipazioni ai campionati
Alla stagione 2025-2026 il Sunderland ha ottenuto le seguenti partecipazioni ai campionati nazionali inglesi:
| Livello | Categoria       | Partecipazioni | Debutto   | Ultima stagione | Totale |
| ------- | --------------- | -------------- | --------- | --------------- | ------ |
| 1º      | First Division  | 70             | 1890-1891 | 1990-1991       | 87     |
| 1º      | Premier League  | 17             | 1996-1997 | 2025-2026       | 87     |
| 2º      | Second Division | 20             | 1958-1959 | 1991-1992       | 33     |
| 2º      | First Division  | 7              | 1992-1993 | 2003-2004       | 33     |
| 2º      | Championship    | 6              | 2004-2005 | 2024-2025       | 33     |
| 3º      | Third Division  | 1              | 1987-1988 | 1987-1988       | 5      |
| 3º      | League One      | 4              | 2018-2019 | 2021-2022       | 5      |

### Partecipazione alle coppe
| Competizione        | Trofeo | Debutto   | Ultima stagione | Miglior risultato | Partecipazioni |
| ------------------- | ------ | --------- | --------------- | ----------------- | -------------- |
| FA Cup              |        | 1890-1891 | 2024-2025       | Vincitore         | 1              |
| Carabao Cup         |        | 1960-1961 | 2024-2025       | Finale            | 1              |
| FA Community Shield |        | 1936      | 1936            | Vincitore         | 1              |

### Partecipazione a competizioni internazionali
| Competizione      | Trofeo | Debutto   | Ultima stagione | Miglior risultato | Partecipazioni | G | V | N | P | RF | RS |
| ----------------- | ------ | --------- | --------------- | ----------------- | -------------- | - | - | - | - | -- | -- |
| Coppa delle Coppe |        | 1973-1974 | 1973-1974       | Secondo turno     | 1              | 4 | 3 | 0 | 1 | 5  | 3  |

### Statistiche di squadra

Piazzamenti in campionato del Sunderland dalla stagione 1890-1891

La più larga vittoria della squadra si è verificata in un 9–1 contro il Newcastle United nella First Division del 1908. La più pesante sconfitta è stata invece registrata sia nel 1968 che nel 1982, quando il Sunderland perse 8–0 rispettivamente contro il West Ham United e il Watford. La squadra si unì al massimo campionato inglese, la Football League, nella stagione 1890–1891, e non retrocedette fino alla 1957–1958 (dopo aver militato per 67 anni in First Division).
Il più alto numero di spettatori presenti allo stadio è stato 75.118 per un replay del sesto round di FA Cup l'8 marzo 1933. Il maggior trasferimento in uscita è venuto a fruttare 30 milioni di sterline ed è stato quello di Jordan Pickford, quando si trasferì all'Everton. Il maggior costo per trasferimento in entrata è di 18 milioni di sterline per Darren Bent dal Tottenham Hotspur, il 5 agosto 2009.

### Statistiche individuali
Jimmy Montgomery è colui che vanta più presenze nel club, avendone fatte, tra il 1961 e il 1976, 537 con la prima squadra. Il miglior goleador è Bobby Gurney con 227 goal tra il 1926 e il 1939, mentre Charlie Buchan ha realizzato il maggior numero di reti in campionato, 208 tra il 1911 e il 1925. Dave Halliday, per conto suo, è il giocatore del Sunderland ad aver segnato più goal in una sola stagione, ovvero 43 nel 1928–1929. Boudewijn Zenden è colui con più presenze in Nazionale tra tutti quelli che hanno militato nel club, avendone messo a referto 54 con i Paesi Bassi. Il più giovane portiere esordiente è stato Derek Forster, che fece la sua prima apparizione in campionato all'età di 15 anni e 184 giorni.

## Organico

### Rosa 2025-2026
Rosa e numerazione aggiornate al 17 agosto 2025.
| N. |                             | Ruolo | Calciatore               |
| -- | --------------------------- | ----- | ------------------------ |
| 1  | Inghilterra (bandiera)      | P     | Anthony Patterson        |
| 2  | Galles (bandiera)           | D     | Niall Huggins            |
| 3  | Inghilterra (bandiera)      | D     | Dennis Cirkin            |
| 4  | Inghilterra (bandiera)      | C     | Dan Neil (vice capitano) |
| 5  | Irlanda del Nord (bandiera) | D     | Daniel Ballard           |
| 6  | Francia (bandiera)          | D     | Timothée Pembélé         |
| 7  | Marocco (bandiera)          | A     | Chemsdine Talbi          |
| 8  | Irlanda (bandiera)          | C     | Alan Browne              |
| 9  | Spagna (bandiera)           | A     | Marc Guiu                |
| 10 | Inghilterra (bandiera)      | A     | Patrick Roberts          |
| 11 | Inghilterra (bandiera)      | C     | Chris Rigg               |
| 12 | Spagna (bandiera)           | A     | Eliezer Mayenda          |
| 13 | Inghilterra (bandiera)      | D     | Luke O'Nien              |
| 14 | Inghilterra (bandiera)      | A     | Romaine Mundle           |
| 15 | Paraguay (bandiera)         | D     | Omar Alderete            |
| 16 | Camerun (bandiera)          | P     | Blondy Nna Noukeu        |
| 17 | Mozambico (bandiera)        | D     | Reinildo Mandava         |
| 18 | Francia (bandiera)          | A     | Wilson Isidor            |
| 19 | Senegal (bandiera)          | C     | Habib Diarra             |
| 20 | Francia (bandiera)          | D     | Nordi Mukiele            |
| 21 | Inghilterra (bandiera)      | P     | Simon Moore              |

| N. |                             | Ruolo | Calciatore              |
| -- | --------------------------- | ----- | ----------------------- |
| 22 | Paesi Bassi (bandiera)      | P     | Robin Roefs             |
| 23 | Paesi Bassi (bandiera)      | D     | Jenson Seelt            |
| 24 | Costa d'Avorio (bandiera)   | A     | Simon Adingra           |
| 25 | Grecia (bandiera)           | C     | Nectarios Triantis      |
| 26 | RD del Congo (bandiera)     | D     | Arthur Masuaku          |
| 27 | RD del Congo (bandiera)     | C     | Noah Sadiki             |
| 28 | Francia (bandiera)          | C     | Enzo Le Fée             |
| 29 | Nigeria (bandiera)          | A     | Ahmed Abdullahi         |
| 30 | Serbia (bandiera)           | C     | Milan Aleksić           |
| 32 | Irlanda del Nord (bandiera) | D     | Trai Hume               |
| 33 | Norvegia (bandiera)         | D     | Leo Fuhr Hjelde         |
| 34 | Svizzera (bandiera)         | C     | Granit Xhaka (capitano) |
| 36 | Colombia (bandiera)         | A     | Ian Poveda              |
| 41 | Inghilterra (bandiera)      | D     | Zak Johnson             |
| 42 | Inghilterra (bandiera)      | D     | Aji Alese               |
| 45 | Inghilterra (bandiera)      | D     | Joe Anderson            |
| 50 | Inghilterra (bandiera)      | C     | Harrison Jones          |
|    | Francia (bandiera)          | C     | Abdoullah Ba            |
|    | Inghilterra (bandiera)      | C     | Jay Matete              |
|    | Ucraina (bandiera)          | A     | Nazarij Rusyn           |
|    | Portogallo (bandiera)       | A     | Luís Semedo             |

## Tifoseria
I tifosi del Sunderland e gli abitanti della zona di Sunderland sono soprannominati Mackem, ma, data la permanenza quasi centenaria della squadra a Roker Park, sono chiamati anche Rokerites e Rokermen.
Il club ha tradizionalmente un sostegno largo e appassionato, con nutrita presenza allo stadio. Secondo uno studio del 2019 dell'International Centre for Sports Studies (CIES), dal 2013 al 2018 il Sunderland ha fatto registrare la trentottesima affluenza media allo stadio al mondo, con 39 249 spettatori medi allo Stadium of Light, superando club più prestigiosi e noti come Juventus e Porto. Malgrado la retrocessione dalla Premier League del 2017, il club ha continuato a registrare una copiosa affluenza allo stadio, superando quota 30 000 spettatori medi nel 2019 e nel 2020 e mettendo a referto la sedicesima affluenza più alta d'Inghilterra. Dopo la retrocessione nel Championship del 2018, il Sunderland registrò il record di affluenza in League One nella partita casalinga contro il Bradford City del 26 dicembre 2018, con 46 039 spettatori.
Secondo il club, esistono oltre settanta gruppi di tifosi del Sunderland riconosciuti in Inghilterra e nel mondo, compresa la Corea del Nord.